# Mymaridae
Mymaridae là một họ tò vò trong liên họ Chalcidoidea sống tại vùng ôn đới và nhiệt đới toàn thế giới. Họ gồm chừng 100 chi với 1400 loài.
Các loài Mymaridae rất bé. Chúng thường dài 0,5 đến 1,0 mm (0,020 đến 0,039 in). Họ này có cả loài côn trùng nhỏ nhất, với chiều dài cơ thể chỉ 0,139 mm (0,0055 in), và loài côn trùng bay nhỏ nhất, dài chỉ 0,15 mm (0,0059 in). Chúng thường có màu đen, nâu hay vàng. Râu con cái có chóp phân đốt kiểu dùi cui, còn râu con đực giống sợi chỉ. Cánh mỏng, thường có lông dài, làm chúng trong như cánh chim; ở nhiều loài cánh thoái hóa hay mất hoàn toàn.
Mymaridae là nhóm phổ biến nhất họ Chalcidoidea, dù ít khi bị nhận thấy do kích thước bé nhỏ. Vòng đời của con trưởng thành rất ngắn, thường chỉ dài vài ngày. Mọi loài Mymaridae đều đẻ trứng kí sinh lên trứng của côn trùng khác, và nhiều loài đã được ứng dụng làm thiên địch chống vật hại trong nông nghiệp.
Hóa thạch cổ nhất thuộc họ Mymaridae có niên đại từ ít nhất tầng Alba (khoảng 100 triệu năm trước) của Creta sớm. Đây là họ duy nhất trong liên họ Chalcidoidea ghi nhận từ kỷ Creta, và do vậy là họ nguyên thủy hơn cả.

## Phân loại

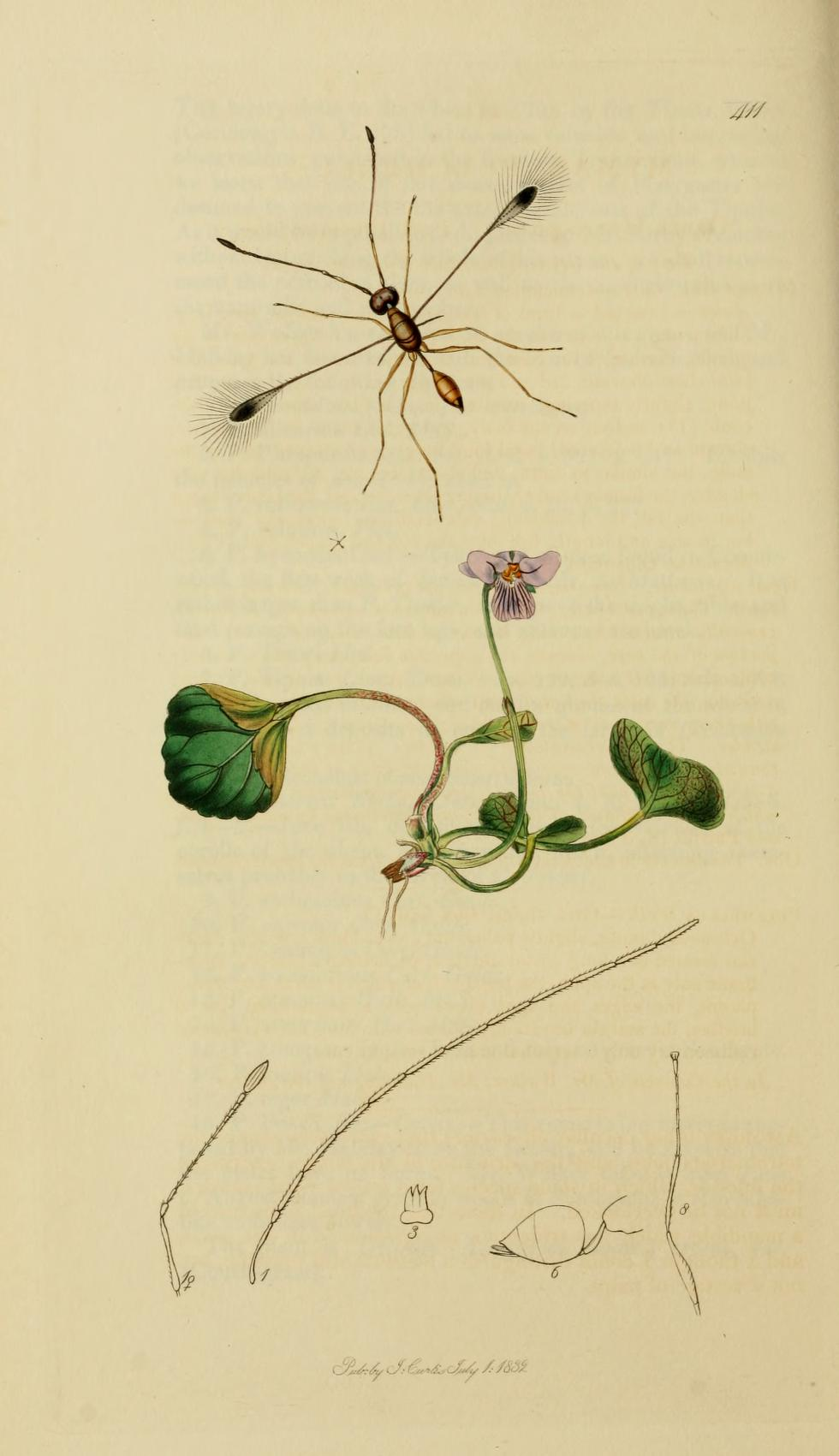
Tranh minh họa Mymar pulchellum của John Curtis, khoảng năm 1840

Họ Mymaridae được nhà côn trùng học Alexander Henry Haliday đặt ra năm 1833. Haliday và hai người bạn, đồng thời cũng là hai nhà côn trùng học, John Curtis và Francis Walker, có ảnh hưởng lớn trong nghiên cứu Hymenoptera vào thế kỷ XIX.

### Lịch sử
Haliday ban đầu mô tả họ này là tông "Mymares" của họ "Chalcides". Ông lấy cơ sở từ chi điển hình Mymar mà John Curtis mô tả năm 1829.
Những phân loại đầu tiên của Walker coi cả nhóm là một chi, còn các phân nhóm là phân chi. Walker (người nổi danh ở việc hay thiếu sót trong đặt danh pháp có hệ thống) sau đó chấp nhận phân loại của Haliday trong một lá thư năm 1839, nhờ vả sự giúp đỡ từ Haliday trong việc phân loại các loài tò vò Chalcidoidea mà Charles Darwin thu thập trong chuyến du hành trên tàu HMS Beagle. "Mymares", cũng như những "tông" khác, được nâng lên cấp họ (thành Mymaridae) bởi Haliday năm 1839.
Haliday mô tả Mymaridae "nguyên tử của họ Hymenoptera", nhắc đến vẻ đẹp bộ cánh của chúng lúc nhìn dưới kính hiển vi. Đặc điểm này thu hút sự chú ý của cả các nhà côn trùng học và những người thích thú kính hiển vi trong suốt cuối thế kỷ XIX và đầu XX. Những mẫu vật trưng bày của Fred Enock có lẽ nổi tiếng hơn cả.

## Phân bố và môi trường sống
Mymaridae là một họ côn trùng rất phổ biến, nhưng bởi kích thước nhỏ, chúng ít khi bị con người nhận ra.
Chúng sống trong vùng ôn đới và nhiệt đới quanh thế giới. Số đông loài có mặt trong rừng nhiệt đới, độ đa dạng tập trung ở bán cầu Nam (Nam Mỹ, New Zealand, và Úc). Tại Bắc Mỹ, chỉ khoảng 28 (trong chừng 100) chi và 120 (trong số 1424) loài được tìm thấy.
Các loài Mymaridae sống sót trong đủ loại môi trường trên cạn, từ hoang mạc đến rừng mưa. Ít nhất có năm loài cũng sống thủy sinh, cư ngụ ao suối nước ngọt. Ví dụ như Caraphractus cinctus, lấy cánh làm chèo để bơi quanh. Chúng có thể ở dưới nước đến 15 ngày. Tuy vậy, bởi kích thước nhỏ, chúng phải rời nước bằng cách leo lên thân cây chĩa lên trên mặt nước, nếu không thì không thể vượt sức căng bề mặt.

## Chi
Mymaridae gồm các chi liệt kê dưới đây. Allomymar và Metanthemus đã được chuyển sang họ Aphelinidae. Chi hoá thạch Protooctonus được xếp vào Mymarommatidae và nay bị coi là danh pháp đồng nghĩa của Archaeromma. Nesopolynema, Oncomymar, và Scolopsopteron cũng được đồng nghĩa hoá với Cremnomymar năm 2013.
Chi đánh dấu † đã tuyệt chủng.

### Chi còn sinh tồn
- Acanthomymar Subba Rao, 1970
- Acmopolynema Ogloblin, 1946
- Acmotemnus Noyes & Valentine, 1989
- Agalmopolynema Ogloblin, 1960
- Alaptus Ferrière, 1930
- Allanagrus Noyes & Valentine, 1989
- Allarescon Noyes & Valentine, 1989
- Anagroidea Girault, 1915
- Anagrus Haliday, 1833
- Anaphes Haliday, 1833
- Anneckia Subba Rao, 1970
- Apoxypteron Noyes & Valentine, 1989
- Arescon Walker, 1846
- Australomymar Girault, 1929
- Baburia Hedqvist, 2004
- Bakkendorfia Mathot, 1966
- Boccacciomymar Triapitysn & Berezovskiy, 2007
- Borneomymar Huber, 2002
- Boudiennyia Girault, 1937
- Bruchomymar Ogloblin, 1939
- Caenomymar Yoshimoto, 1990
- Callodicopus Ogloblin, 1955
- Camptoptera Förster, 1856
- Camptopteroides Viggiani, 1974
- Caraphractus Walker, 1846
- Ceratanaphes Noyes & Valentine, 1989
- Chaetomymar Ogloblin, 1946
- Chrysoctonus Mathot, 1966
- Cleruchoides Lin & Huber, 2007
- Cleruchus Enock, 1909
- Cnecomymar Ogloblin, 1963
- Cremnomymar Ogloblin, 1952
- Cybomymar Noyes & Valentine, 1989
- Dicopomorpha Ogloblin, 1955
- Dicopus Enock, 1909
- Dorya Noyes & Valentine, 1989
- Entrichopteris Yoshimoto, 1990
- Eofoersteria Mathot, 1966
- Erdosiella Soyka, 1956
- Erythmelus Enock, 1909
- Eubroncus Yoshimoto, Kozlov & Trjapitzin, 1972
- Eucleruchus Ogloblin, 1940
- Eustochomorpha Girault, 1915
- Eustochus Haliday, 1833
- Formicomymar Yoshimoto, 1990
- Gahanopsis Ogloblin, 1946
- Ganomymar De Santis, 1972
- Gonatocerus Nees, 1834
- Haplochaeta Noyes & Valentine, 1989
- Himopolynema Taguchi, 1977
- Idiocentrus Gahan, 1927
- Ischiodasys Noyes & Valentine, 1989
- Kalopolynema Ogloblin, 1960
- Kikiki Huber & Beardsley, 2000
- Kompsomymar Lin & Huber, 2007
- Krokella Huber, 1993
- Kubja Subba Rao, 1984
- Litus Haliday, 1833
- Macrocamptoptera Girault, 1910
- Malfattia Meunier, 1901
- Mimalaptus Noyes & Valentine, 1989
- Mymar Curtis, 1829
- Mymarilla Westwood, 1879
- Myrmecomymar Yoshimoto, 1990
- Narayanella Subba Rao, 1976
- Neolitus Ogloblin, 1935
- Neomymar Crawford, 1913
- Neostethynium Ogloblin, 1964
- Neserythmelus Noyes & Valentine, 1989
- Nesomymar Valentine, 1971
- Nesopatasson Valentine, 1971
- Notomymar Doutt & Yoshimoto, 1970
- Omyomymar Schauff, 1983
- Ooctonus Haliday, 1833
- Palaeoneura Waterhouse, 1915
- Palaeopatasson Witsack, 1986
- Paracmotemnus Noyes & Valentine, 1989
- Paranaphoidea Girault, 1913
- Parapolynema Fidalgo, 1982
- Parastethynium Lin & Huber in Lin, Huber & La Salle, 2007
- Platyfrons Yoshimoto, 1990
- Platypolynema Ogloblin, 1960
- Platystethynium Ogloblin, 1946
- Polynema Haliday, 1833
- Polynemoidea Girault, 1913
- Polynemula Ogloblin, 1967
- Prionaphes Hincks, 1961
- Pseudanaphes Noyes & Valentine, 1989
- Pseudocleruchus Donev & Huber, 2002
- Ptilomymar Annecke & Doutt, 1961
- Restisoma Yoshimoto, 1990
- Richteria Girault, 1920
- Schizophragma Ogloblin, 1949
- Scleromymar Noyes & Valentine, 1989
- Steganogaster Noyes & Valentine, 1989
- Stephanocampta Mathot, 1966
- Stephanodes Enock, 1909
- Stethynium Enock, 1909
- Tanyostethium Yoshimoto, 1990
- Tetrapolynema Ogloblin, 1946
- Tinkerbella Huber & Noyes, 2013
- Zelanaphes Noyes & Valentine, 1989

### Chi tuyệt chủng
Những chi sau được xếp vào Mymaridae:
- †Carpenteriana  Yoshimoto, 1975
- †Enneagmus Yoshimoto, 1975
- †Eoanaphes Huber in Huber & Greenwalt, 2011
- †Eoeustochus Huber in Huber & Greenwalt, 2011
- †Macalpinia Yoshimoto, 1975
- †Myanmymar Huber in Huber & Poinar, 2011
- †Triadomerus Yoshimoto, 1975